# プリシラ・ダロイト
プリシラ・ダロイト（Priscila Daroit、女性、1988年8月10日 - ）は、ブラジルのバレーボール選手。ポジションはアウトサイドヒッター。ブラジル代表。

## 来歴
- クラブチーム

ポルト・アレグレ出身。11歳のときにバレーボールを始めた。2005年にEnergis 8 São Caetanoへ入団し、プロバレーボール選手としてのキャリアをスタートさせる。2007/08シーズンにGerdau/Minasへ移籍し3年プレーした。2010/11シーズンからはMackenzie ECでプレーし、ミネイロカップで優勝した。2013/14シーズンにはSesi-spと契約し、ブラジル・スーパーリーガで準優勝、2014年5月の世界クラブ選手権で3位となった。2015/16シーズンはDentil/Praia Clubeでプレーし、リーグ準優勝、ミネイロカップで優勝を果たした。2016/17シーズンには再びGerdau/Minasへ加入し、2017/18シーズンのブラジル・スーパーリーガで3位、南米クラブ選手権で優勝した。2019/20シーズンは再びDentil/Praia Clubeと契約し、世界クラブ選手権に出場した。2020/21シーズンからはGerdau/Minasでプレーし、ブラジル・スーパーリーガで2連覇に貢献した。2022年の南米クラブ選手権で優勝し自身もベストアウトサイドヒッター賞を受賞した。
- 代表チーム

2005年にアンダーカテゴリーの代表としてジュニア世界選手権で金メダルを獲得した。2007年、B代表として出場したパンアメリカンカップで銀メダルを獲得した。また同年にタイで開催されたジュニア世界選手権で金メダルを獲得し2連覇を果たした。2012年のパンアメリカンカップで銀メダルを獲得した。2013年にシニア代表のブラジル代表初選出された。同年のモントルーバレーマスターズで優勝、ワールドグランプリで金メダルを獲得した。2022年に9年ぶりに代表での試合となるネーションズリーグに出場し銀メダルを獲得した。同年9-10月の世界選手権では10試合でスタメン出場し、銀メダル獲得に貢献した。

## 球歴
- 世界選手権 - 2022年
- ワールドグランプリ - 2013年
- ネーションズリーグ - 2022年

## 受賞歴
- 2021年　2020/21ブラジルスーパーリーガ　 ベストアウトサイドヒッター賞
- 2022年　南米クラブ選手権　ベストアウトサイドヒッター賞

## 所属クラブ
- Energis 8 São Caetano（2005-2007年）
- Gerdau/Minas（2007-2010年）
- Mackenzie EC（2010-2012年）
- Vôlei Amil/Campinas（2012-2013年）
- Sesi-sp（2013-2015年）
- Dentil/Praia Clube（2015-2016年）
- Gerdau/Minas（2016-2018年）
- Fluminense FC（2018-2019年）
- Dentil/Praia Clube（2019-2020年）
- Gerdau/Minas（2020-）